# SkyTaxi
SkyTaxi ist eine polnische Charterfluggesellschaft mit Sitz in Breslau und Basis auf dem dortigen Nikolaus-Kopernikus-Flughafen.

## Flugziele
Seit Mai 2012 flog SkyTaxi für den Veranstalter CSO City Fly fünfmal in der Woche vom Flughafen Magdeburg-Cochstedt mit Zwischenlandung in München nach Bern, diese Verbindung wurde jedoch im Juli 2012 bereits wieder eingestellt. Sie flog zuvor auch für das deutsche Unternehmen Jetisfaction Linienflüge vom Flughafen Münster/Osnabrück und vom Nikolaus-Kopernikus-Flughafen Breslau aus.

## Flotte

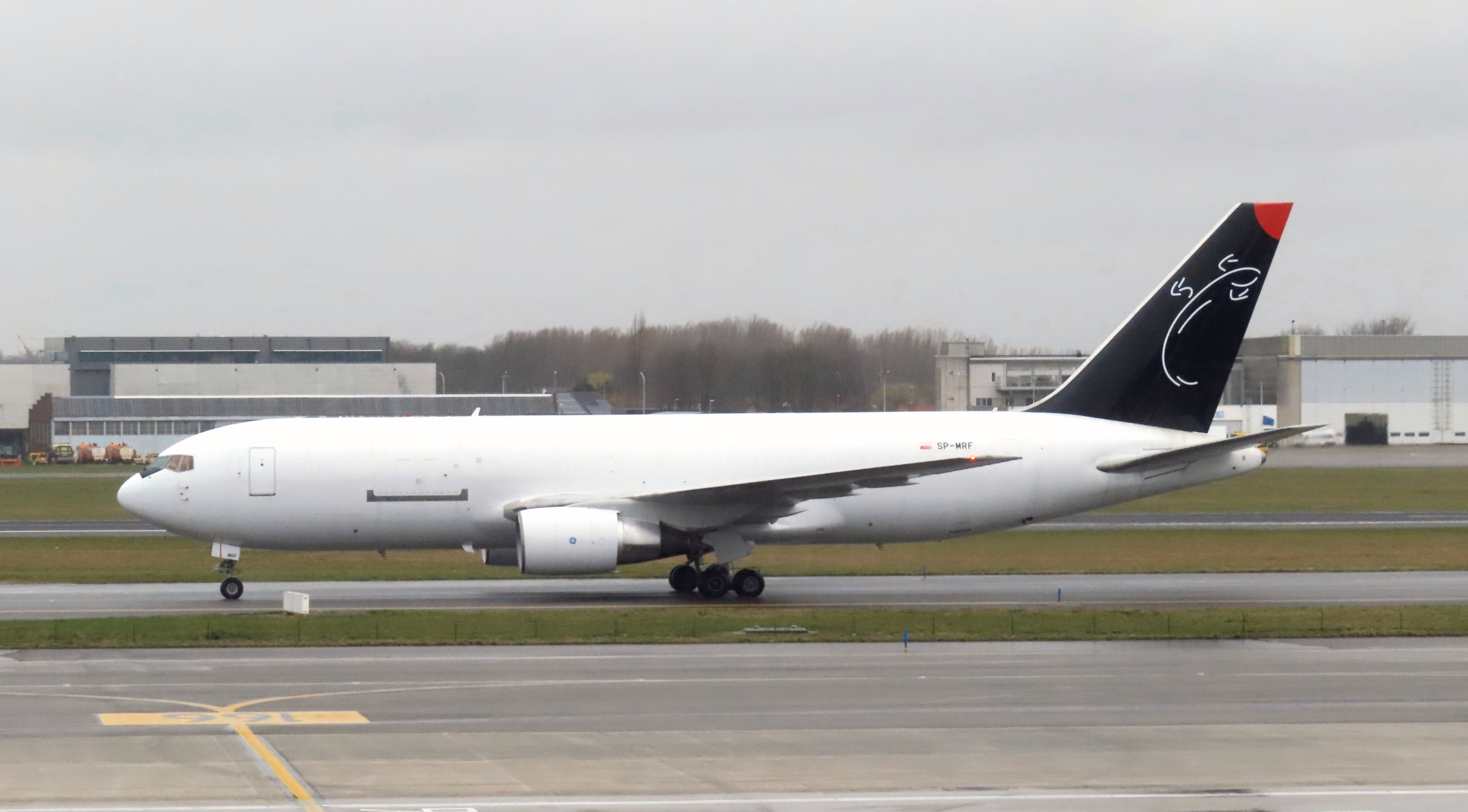
Boeing 767-281 Frachter von SkyTaxi

Mit Stand April 2025 besteht die Flotte der SkyTaxi aus drei Flugzeugen mit einem Durchschnittsalter von 35,4 Jahren:
| Flugzeugtyp        | Anzahl | bestellt | Anmerkungen | Durchschnittsalter |
| ------------------ | ------ | -------- | ----------- | ------------------ |
| Boeing 767-200BDSF | 1      |          |             | 39,7 Jahre         |
| Boeing 767-300BDSF | 2      |          |             | 33,2 Jahre         |
| Gesamt             | 3      | -        |             | 35,4 Jahre         |

### Ehemalige Flugzeugtypen
- Saab 340